# باشگاه فوتبال دانشگاه مونت ولینگتون
دانشگاه مونت ولینگتون یا اونی مونت بوهمیان یک باشگاه فوتبال در اوکلند، نیوزیلند است. این تیم در پارک بیل مک‌کینلی، پانمور، اوکلند بازی می‌کند.

## تاریخچه باشگاه
در بیشتر سال‌های دهه‌های ۱۹۷۰ و ۱۹۸۰، مونت ولینگتون یک تیم باشگاهی قدرتمند بود که فقط کرایست‌چرچ یونایتد رقیب آن بود. این تیم پنج بار قهرمان جام چاتام در سال‌های ۱۹۷۳، ۱۹۸۰، ۱۹۸۲، ۱۹۸۳ و ۱۹۹۰ شد. از زمان ادغام با یک دانشگاه، این جام دو بار دیگر در سال‌های ۲۰۰۱ و ۲۰۰۳ برای آنها به دست آمده است و این باشگاه تنها برنده هفت بار مسابقات حذفی اصلی کشور است. آنها همچنین در سال‌های ۱۹۷۲، ۱۹۷۴، ۱۹۸۰، ۱۹۸۲ و ۱۹۸۶ قهرمان لیگ کشور شدند.

## بازیکنان برجسته
- ریکی هربرت
- برایان ترنر
- تونی سیبلی
- دیو تیلور
- درن مک‌کلنان
- پیتر هنری
- جف کمپل
- رادجر گری
- جان هیوتون
- فرد ده یونگ

## در رقابت‌های قاره‌ای
این تیم یک بار در مسابقات باشگاهی قهرمانی اقیانوسیه ۱۹۸۷ حضور پیدا کرد. این تیم در مرحله نیمه نهایی توانست با نتیجه ۶–۱ تیم فیجیایی با را از پیش رو بردارد و به فینال برسد. در مسابقه فینال، این تیم مقابل آدلاید سیتی استرالیا قرار گرفت. بازی در پایان ۹۰ دقیقه با نتیجه ۱–۱ به اتمام رسید و آدلاید سیتی موفق شد در ضربات پنالتی، مونت ولینگتون را ۴–۱ شکست داده و اولین قهرمان لیگ قهرمانان اقیانوسیه لقب بگیرد.